# Gåstjärnen (Degerfors socken, Västerbotten, 716235-168237)
Gåstjärnen är en sjö i Vindelns kommun i Västerbotten och ingår i Umeälvens huvudavrinningsområde.